# Espinosa del Monte
Espinosa del Monte es una localidad situada en la provincia de Burgos, comunidad autónoma de Castilla y León (España), comarca de Montes de Oca, ayuntamiento de San Vicente del Valle.

## Datos generales
En 2007, contaba con 8 habitantes. Está situada 3,5 km al este de la capital del municipio, y al oeste de la localidad de Eterna.

## Comunicaciones
- Carretera:  provincial que conecta con la autonómica BU-811 de Belorado a Ezcaray a la altura de Santa Olalla.

## Situación administrativa
Entidad Local Menor cuyo alcalde pedáneo es Sebastián Espinosa Grijalba del Partido Popular.

## Historia
Villa que formaba parte del Valle de San Vicente en el partido de Burgos, uno de los catorce que formaban la Intendencia de Burgos durante el periodo comprendido entre 1785 y 1833, tal como se recoge en el Censo de Floridablanca de 1787. Tenía jurisdicción de realengo con alcalde ordinario.
A la caída del Antiguo Régimen queda constituida como ayuntamiento constitucional del mismo nombre en el partido de Belorado, región de Castilla la Vieja, contaba con 9 hogares y 34 vecinos. Entre el censo de 1857 y el anterior, desaparece al integrarse en el municipio 09536 San Clemente del Valle.

## Parroquia

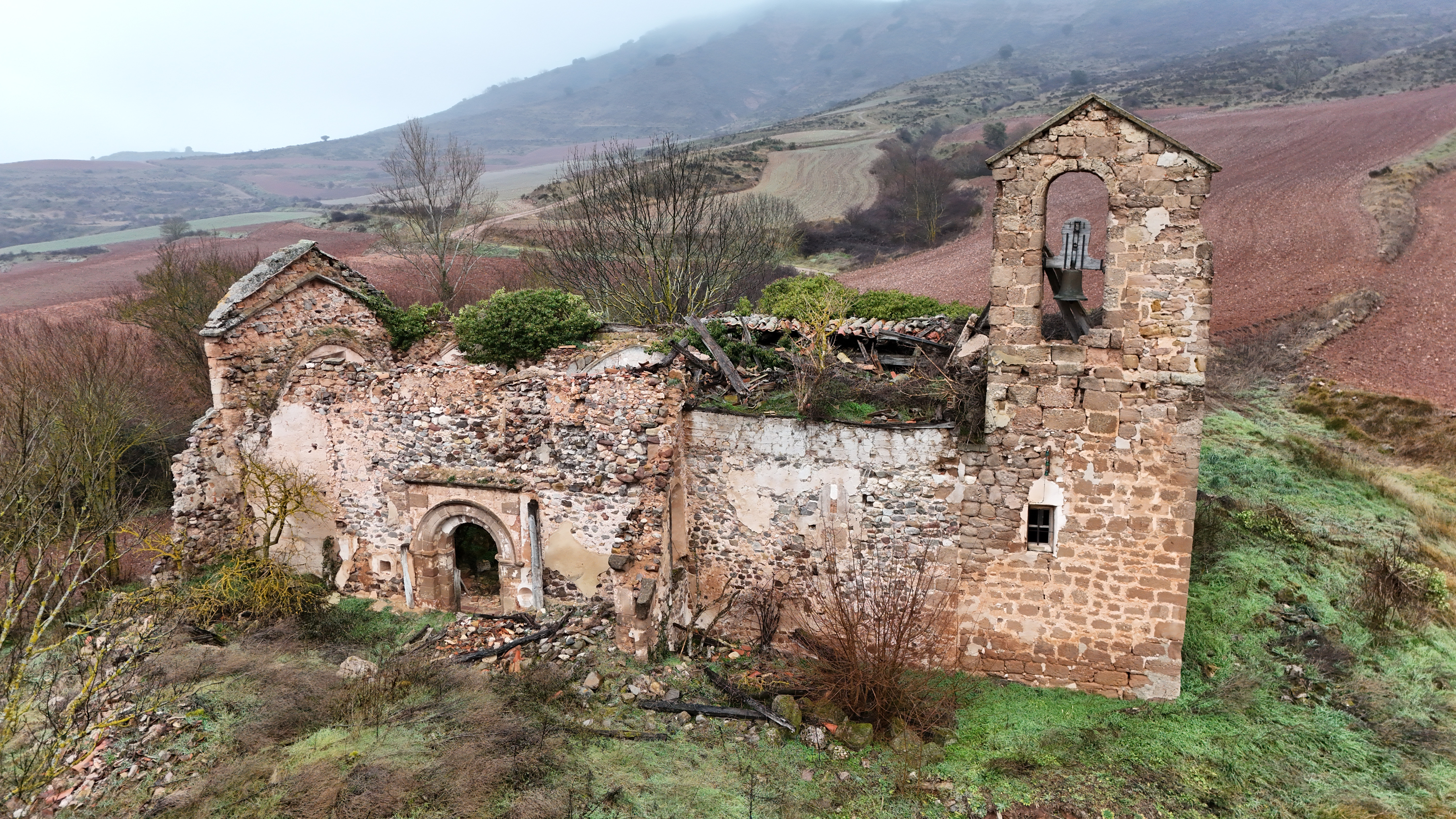
Iglesia de San Martin Obispo

Iglesia católica de San Martín Obispo, dependiente de la parroquia de Fresneda de la Sierra Tirón en el arciprestazgo de Oca-Tirón, diócesis de Burgos. El párroco reside en Pradoluengo.